# Homalispa sulcicollis
Homalispa sulcicollis là một loài bọ cánh cứng trong họ Chrysomelidae. Loài này được Champion miêu tả khoa học năm 1920.